# Iwan Tiurin
Iwan Grigorjewicz Tiurin (ros. Ива́н Григо́рьевич Тю́рин, ur. 3 czerwca 1921 we wsi Olgino w obwodzie omskim, zm. 3 kwietnia 1997 w Moskwie) – radziecki generał major, Bohater Związku Radzieckiego (1945).

## Życiorys
W 1939 skończył szkołę średnią i został nauczycielem geografii i biologii w szkole średniej, od stycznia 1941 był kierownikiem szkoły podstawowej. W lipcu 1941 powołany do Armii Czerwonej, w 1942 skończył szkołę artylerii, od maja 1942 brał udział w wojnie z Niemcami, walczył na Froncie Zachodnim, Briańskim, Kalinińskim i 3 Białoruskim. Od 1943 w WKP(b), jako dowódca baterii artyleryjskiej 41 pułku artylerii 97 Dywizji Piechoty 5 Armii 3 Frontu Białoruskiego w stopniu starszego porucznika wyróżnił się podczas operacji białoruskiej 23 czerwca – 29 sierpnia 1944, 2 lipca 1944 brał udział w zajmowaniu Wilejki; swój udział w wojnie z Niemcami zakończył w marcu 1945, gdy z frontu został skierowany na kursy doskonalenia kadry oficerskiej. W sierpniu 1945 brał udział w wojnie z Japonią, po wojnie kontynuował służbę w Armii Czerwonej, w grudniu 1945 został dowódcą dywizjonu pułku artylerii, w 1947 ukończył wyższą szkołę artylerii, a w 1954 Akademię Wojskową im. Frunzego. Od listopada 1954 do czerwca 1957 dowódca pułku, później szef Wydziału 5 Zarządu Przygotowania Bojowego Grupy Wojsk Radzieckich w Niemczech. W 1960 ukończył wyższe kursy akademickie przy Wojskowej Akademii Artylerii, od sierpnia 1960 do czerwca 1961 dowódca 119 Brygady Rakietowej Wojsk Rakietowych Przeznaczenia Strategicznego w Nerczyńsku. Od czerwca 1961 do czerwca 1968 dowódca dywizji rakietowej w obwodzie czytyjskim, od 1963 generał major, od czerwca 1968 do czerwca 1971 naczelnik centrum szkoleniowego Wojsk Rakietowych Przeznaczenia Strategicznego w Ostrowie, od czerwca 1971 do 1977 zastępca szefa przygotowania bojowego Wojsk Rakietowych Przeznaczenia Strategicznego ZSRR, następnie zakończył służbę wojskową. Pochowany na Cmentarzu Trojekurowskim.

## Odznaczenia
- Złota Gwiazda Bohatera Związku Radzieckiego (24 marca 1945)
- Order Lenina (1945)
- Order Wojny Ojczyźnianej I klasy (dwukrotnie – 1945 i 1985)
- Order Czerwonego Sztandaru Pracy (1971)
- Order Wojny Ojczyźnianej II klasy (dwukrotnie w 1944)
- Order Czerwonej Gwiazdy (1956)
- Order Za Służbę Ojczyźnie w Siłach Zbrojnych ZSRR III klasy (1975)

I medale.